# Sam Shaw (Fotograf)
Sam Shaw (* 15. Januar 1912 in New York City, New York; † 5. April 1999 in Westwood, New Jersey) war ein US-amerikanischer Fotograf, Filmproduzent und Maler. Bekannt wurde er insbesondere als Fotograf von Marilyn Monroe, mit der er auch persönlich befreundet war. 1954 entstand sein ikonisches Bild der Schauspielerin in einem weißen Kleid, das über einem U-Bahn-Luftschacht hochgeweht wird.

## Leben
Shaw wurde in Manhattan geboren und wuchs an der Lower East Side auf. Früh zeigte er künstlerisches Interesse und gegen Ende der High School hatte er sich der Malerei zugewandt.
Nach einer kurzen Anstellung als Art Director des Brooklyn Eagle war er ab den 1940er Jahren als Fotojournalist für das Magazin Collier’s tätig. Später wurden seine Fotos auch in den Magazinen Life und Look verwendet, oft als Titelbild.
Parallel wirkte Shaw verstärkt in der Filmbranche und war bei verschiedenen Filmdrehs als Standfotograf beteiligt. 1951 fotografierte er Marlon Brando am Set von Endstation Sehnsucht in einem T-Shirt, was Brando zuvor selbst als „vulgär“ abgelehnt hatte.
1952 lernte er bei den Dreharbeiten zu Viva Zapata! Marilyn Monroe kennen, die sich erfolglos um eine Rolle im Film bemüht hatte und stattdessen als Fahrerin für Shaw eingeteilt wurde. Zwischen beiden entwickelte sich eine Freundschaft. 1954 arbeitete Shaw als Standfotograf bei der Produktion von Billy Wilders Das verflixte 7. Jahr, mit dem Marilyn Monroe ihren endgültigen Durchbruch haben sollte. Bei diesen Dreharbeiten entstand das Bild der Darstellerin im weißen Kleid über dem U-Bahn-Luftschacht. Shaw hatte sich beim Lesen des Drehbuchs an einen ähnlichen Vorfall in einem Vergnügungspark auf Coney Island erinnert und die Umsetzung der Szene dem Produzenten Charles K. Feldman vorgeschlagen.
Ab Anfang der 1960er Jahre war Shaw auch als Filmproduzent tätig. Wiederholt produzierte er Filme des Regisseurs John Cassavetes, darunter Husbands, Eine Frau unter Einfluß, Opening Night und Gloria, die Gangsterbraut. 1990 drehte Romuald Karmakar mit ihm den Dokumentarkurzfilm Sam Shaw on John Cassavetes.
1994 verklagte Shaw seinen Sohn Larry Shaw auf Schadenersatz wegen der nicht genehmigten Verwertung zahlreicher Fotos. Der Rechtsstreit war bei Shaws Tod noch nicht abgeschlossen und wurde danach von seiner Familie fortgesetzt.
Shaw starb 1999 in Westwood, New Jersey. Er hinterließ seinen Sohn Larry Shaw, die beiden Töchter Meta Shaw Stevens und Edith Shaw Marcus, sieben Enkel und einen Urenkel.

## Rezeption
Von November 2015 bis Februar 2016 zeigten die Opelvillen Rüsselsheim die erste umfassende Retrospektive seines Werks mit über 200 zum Teil noch unbekannten Fotografien und verschiedenen Originaldokumenten.
Seit Anfang 2017 gastiert die Ausstellung im Filmmuseum Potsdam.

## Filmografie (Auswahl)
- 1961: Paris Blues
- 1970: Husbands
- 1974: Eine Frau unter Einfluß (A Woman Under the Influence)
- 1977: Opening Night
- 1980: Gloria, die Gangsterbraut (Gloria)
- 1986–1989: Simon & Simon (Fernsehserie, 48 Episoden)

## Werke (Auswahl)
- Marilyn Monroe as the Girl: The Candid Picture-Story of the Making of "The Seven Year Itch". (mit einem Vorwort von George Axelrod) Ballantine Books, New York, 1955.
- The Joy of Marilyn: In the Camera Eye. Exeter Books, New York, 1979, ISBN 978-0-896-73030-4.
- mit Norman Rosten: Marilyn Among Friends. New York, Holt, 1987, ISBN 978-0-805-00843-2.
  - deutsch Ausgabe: Marilyn: ganz privat. München, Heyne, 1988, ISBN 978-3-453-02498-4.
- Brando in the Camera Eye. Exeter Books, New York, 1979.
- Sophia Loren in the Camera Eye. Exeter Books, New York, 1979, ISBN 978-0-896-73029-8.
- Marilyn – The New York Years. Berlin, Lardon, 2004, ISBN 978-3-89769-041-7.

## Ausstellung
- 2017: Finding the Unexpected - Sam Shaw - 60 Jahre Fotografie in der Ludwig Galerie Schloss Oberhausen